# Черазела (Рагуза)
Черазела је насеље у Италији у округу Рагуза, региону Сицилија.
Према процени из 2011. у насељу је живело 58 становника. Насеље се налази на надморској висини од 115 м.